# 山田美穗
山田美穗（日语：山田 美穂，1973年11月11日—），日本女性配音員、旁白。出身於神奈川縣横濱市。Crazy Box所屬。本名、舊藝名相同。現藝名：。身高166cm。AB型血。

## 簡歷
- 勝田聲優學院（日语：勝田声優学院）第10期出身，後經由日本播音演技研究所進入ARTSVISION[2]。
- 1995年左右開始投入配音活動。
- 2008年4月1日，從ARTSVISION移籍至Crazy Box，同時更改藝名。

## 演出
粗體字表示主要角色。

### 電視動畫
1995年
- 櫻桃小丸子 (第2期)

1996年
- 秀逗魔導士NEXT（安、侍女）

1997年
- 吸血姬美夕（井上千里的母親、主婦A）
- 秀逗魔導士TRY（貴婦人）
- 超魔神英雄傳（碧可、心星人）
- 大運動會（羅蕾塔、學生）
- 勇者王（老師）

1998年
- 槍神Trigun（女僕B、電子腦）
- 神化嬌嬌女 (新版)（ナナメ、車掌小姐、畢利肯〈變身前〉、狗狗小孩、的奶奶〈代替〉、男孩子、雌魚、小孩B、小森的母親、松谷的妻子、的朋友）
- 危險調查員（珍奈特）
- 失落的宇宙（廣播）

1999年
- 天生一對（梅宮悠樹）
- 課長王子（雷拉）
- 傀儡師左近（橘薰子）
- 極道君漫遊記（日语：ゴクドーくん漫遊記）（索芬克司）
- 霹靂酷樂貓（翻譯女性）
- 爆球連發!! 超級彈珠人（黑羽剛）
- 進化戰記（啓）
- 恐怖寵物店（小Q）
- 魔法使俱樂部]]（米奇的前輩）

2000年
- Sci-Fi HARRY（日语：Sci-Fi HARRY）（凱薩琳的繼母）
- 星界的戰旗（阿特斯留亞·蘇努·阿特斯·費布達休男爵·羅依[5]）
- BARRY PARTY（薩蘭女王、瑪麗奈）
- 無敵王（日语：無敵王トライゼノン）（宗像空、芭芭拉）
- 名偵探柯南（町田梓）
- 六門天外（索奈特）

2001年
- 漫畫派對（牧村南）
- 光劍星傳EX（女性預言者）
- Z.O.E Dolores, i（日语：Z.O.E Dolores, i）（接線員）
- 袖珍女侍小梅（母親）
- 神奇寶貝（阿四的太太）
- 聖石小子（占卜婆婆）

2002年
- Witch Hunter ROBIN（村松圭子）
- 閃靈二人組（結城綠）
- 推理之绊（足立高子）

2003年
- 犬夜叉（椿）
- 機甲露寶（知事）
- 神魂合體（葉卡捷琳娜）
- 偵探學園Q（鍋島清香、美南茜）
- DEAR BOYS（大神惠子）

2004年
- 學園愛麗絲（山田瀨里奈）
- 機動戰士鋼彈SEED DESTINY（莎拉、瑪納〈第2代〉）
- 銀河天使 (第4期)（ホステス）
- 神魂合體 SECOND SEASON（葉卡捷琳娜）
- 麵包超人（胡桃妹妹〈第2代〉）
- 蜜桃女孩（森香）

2005年
- 出雲戰記（ノギリ）
- 漫畫派對Revolution（牧村南）
- 聖魔之血（瑪麗·史賓賽）
- 超完美女傭（日语：ぷぎゅる）（保健醫生、○○○的母親）

2006年
- 櫻蘭高校男公關部（舞原千鶴）
- 西方善魔女 Astraea Testament（直美修女）
- 聲優白皮書（若月純子）

2007年
- （母）
- BLUE DROP ～天使們的戲曲～（菅原裕子）
- MOONLIGHT MILE 2nd Season -Touch down-（日语：MOONLIGHT MILE）（麥克的母親）

2008年
- 蠟筆小新（艾蜜莉）

2009年
- 咲-Saki-（久保貴子）

2011年
- 境界線上的地平線（青雷亭女店長／葵·善鬼）

2012年
- 境界線上的地平線II（青雷亭女店長／葵·善鬼、羅伯特·達德利[6]）

2014年
- 咲-Saki- 全國篇（久保貴子）

### 電影動畫
2004年
- 蘋果核戰（妮姬[7]）

### OVA
1990年
- 機動戦士SD鋼彈 MARK-IV（日语：機動戦士SDガンダム）（辣妹2）[注 2]

1991年
- 生命科（旁白）

1996年
- 轉學生（日语：転校生 (アニメ)）（葉山麗香）
- 同級生2（鳴澤美佐子）[注 3]
- 閃電霹靂車SAGA（記者）

1997年
- 大運動會（廣播、電腦的聲音、駕駛員）
- VS騎士檸檬汽水&40FRESH（接線員B）

1998年
- 支配者的黃昏 TWILIGHT OF THE DARK MASTER（日语：支配者の黄昏）（受理人員）

2000年
- 初吻☆物語 ～故事從接吻開始～（日语：ファーストKiss☆物語#OVA）（織倉彌生）

2002年
- 戰鬥妖精雪風（伊迪斯·佛絲[8]）
- 夫妻成長日記（矢吹美香）
- 魯邦三世：活下來的魔術師（日语：ルパン三世 生きていた魔術師）（大富豪的長女）

2005年
- 星界的戰旗III（阿特斯留亞·蘇努·阿特斯·費布達休男爵·羅依）

2006年
- 機動戰士鋼彈SEED C.E.73 STARGAZER（廣播）

### 遊戲
1994年
- 阿爾納姆之牙 獸族十二神徒傳說（日语：アルナムの牙 獣族十二神徒伝説）（瑪朵拉、蘭裘的小孩）
- 卒業寫真（日语：卒業写真/美姫#卒業写真）（羽田由那子、上野智子）
- 半龍少女（日语：ドラゴンハーフ）（瑪麗露、普提芙爾）

1996年
- 亞利絲 in Cyberland（日语：ありす in Cyberland）（女王）
- 金田一少年之事件簿 悲報島 新的慘劇（三村翔子、相田米）
- 恐怖校園 探索篇、究明篇（日语：トワイライトシンドローム）（長谷川由加里）
- 美少女纏組（日语：ファイアーウーマン纏組）（荒木美加）
- 純愛遊俠 ～永恆微笑～（日语：ブルーブレイカー 〜剣よりも微笑みを〜）（納爾妲）

1997年
- 阿爾納姆之翼 在燒塵之空的彼方（日语：アルナムの翼 焼塵の空の彼方へ）（瑪朵拉）
- 問答七彩夢 虹色町的奇跡（日语：クイズなないろDREAMS 虹色町の奇跡）（咲良繪美）
- 同級生2（安田愛美）
- （黑木玲）

1998年
- 個人教授（日语：個人教授 (ゲーム)）（皇沙耶）
- 茉莉花（息子）
- 時空偵探DD2 叛逆的阿普薩拉爾（鈴）
- 快打旋風ZERO3（神月卡琳）
- Spiritual Soul（諾亞）
- 戰國美少女繪卷 斬斷雲空!!（雜賀京）
- 旅遊派對 來一場畢業旅行吧（辛蒂天城）
- Fighting Eyes（日语：ファイティングアイズ）（辛蒂·芙雷亞）
- 初吻☆物語（日语：ファーストKiss☆物語）（織倉彌生）
- 純愛遊俠 ～喜樂與共～（納爾妲）
- 人形公主（日语：マール王国の人形姫）（克羅蒂亞）

1999年
- 驚聲惡夜#2 沉睡的支配者（日语：エコーナイト#エコーナイト#2 眠りの支配者）（紅髮女）
- 閃耀大冒險（日语：グリントグリッター）
- 戰國美少女繪卷 斬斷雲空!! ～春風之章～（雜賀京）
- 純愛手札2（九段下舞佳、火之玉總長、打工總長）
- 特勤機甲隊3（伊內斯·菲隆、崔西·拉蒂尼）
- 火魅子傳 ～戀解～（日语：火魅子伝 〜恋解〜）（兔華乃）
- 人形公主2（日语：マール王国の人形姫#リトルプリンセス マール王国の人形姫2）（克羅蒂亞）

2000年
- 機戰傭兵2（日语：アーマード・コア2）（電腦的聲音）
- 青之6號 歳月不饒人 TIME AND TIDE（楊春玉）
- 天使的贈禮 馬爾王國物語（日语：マール王国の人形姫#天使のプレゼント マール王国物語）（克羅蒂亞）
- 特勤機甲隊4（伊內斯·菲隆、崔西·拉蒂尼）

2001年
- 漫畫派對（牧村南）
- 馬爾王國拼圖遊戲（日语：マール王国の人形姫#マールDEジグソー）（克羅蒂亞）
- 異世界傳說2（ベルネ）

2002年
- 少女熱鬥戰記（日语：フーリガン (ゲーム)）（東鄉廣美）
- Braveknight ～莉維大地英雄傳～（日语：Braveknight 〜リーヴェラント英雄伝〜）（希爾妲·萊歐爾）

2003年
- （薛妮）
- 薩爾達傳說 四人之劍+（チャツボさん）
- 馬爾王國麻將（日语：マール王国の人形姫）（克羅蒂亞）

2004年
- CAPCOM FIGHTING Jam（日语：CAPCOM FIGHTING Jam）（神月卡琳）
- 神魂合體（葉卡捷琳娜）
- 轉生學園幻蒼錄（日语：転生學園幻蒼録）（菊宮彩女、飯綱）
- 通靈戰士（日语：ファントム・ブレイブ）（仙娜）

2005年
- 交響詩篇艾蕾卡7 第1章 新的律動（凱莉）
- 影牢II -Dark illusion-（日语：影牢II -Dark illusion-）
- NAMCO x CAPCOM（神月卡琳、東風）
- Realize -Panorama Luminary-（日语：リアライズ (ゲーム)）（坂本郁子）
- 俠盜銀河（諾瑪·琪絲莉）

2006年
- 交響詩篇艾蕾卡7 第2章 新景像（凱莉）
- 轉生學園月光錄（吳羽）
- 風雨來記（日语：風雨来記）（森岡由實）[注 4]

2007年
- 大金剛 噴射木桶賽（リンクリーコング）
- 超傑交融（ライザ）

2008年
- 魔界戰記3（日语：魔界戦記ディスガイア3）（極上的薩爾巴托雷）

2009年
- 通靈戰士 Wii（日语：ファントム・ブレイブ）（仙娜）

2010年
- 通靈戰士 PORTABLE（日语：ファントム・ブレイブ）（仙娜）

2011年
- 怪盜史庫柏精選（日语：怪盗スライ・クーパー）（奈拉）
- 魔界戰記3 Return（日语：魔界戦記ディスガイア3）（極上的薩爾巴托雷[9]）

2012年
- 時光旅行者（篠原桃香）

2013年
- 境界線上的地平線 PORTABLE（羅伯特·達德利[10]、青雷亭女店長／葵·善鬼[11]）

### 外語配音

#### 電影
- 黑暗黎明（英语：Black Dawn (film)）（Agent Amanda Stuart〈Tamara Davies〉）
- 超完美分手大全（英语：Breakin' All the Rules）（Rita Monroe〈珍妮弗·艾斯波西多〉）
- 一路玩到掛 ※影碟版。
- 霹靂嬌娃
- 英雄不流淚（英语：Desperado (film)） ※朝日電視台版。
- 少女日記（安娜）
- 第七號情報員（Sylvia Trench〈Eunice Gayson〉）※DVD新錄製版。
- 暴力衝擊（Sylvia〈伊娃·朗歌莉亞〉）
- 不是冤家不上床（英语：Her Minor Thing）（Jeana Summers〈艾斯黛拉·沃倫〉）
- 魔掌（英语：Idle Hands）
- 愛的奉獻（英语：Il corpo dell'anima）（Luana〈Raffaella Ponzo〉）
- 寂靜的夜（喬伊）
- 辣的要命（英语：Jennifer's Body）（Jennifer Check〈美瑾·霍絲〉）
- 地心冒險（英语：Journey to the Center of the Earth (2008 direct-to-video film)）（克里斯汀·雷德福〈珍妮佛·朵蘿姬〉）
- 金剛 (2005年電影)
- 地心冒險（Kristen Radford〈Jennifer Dorogi〉）
- 合法入侵（英语：Lakeview Terrace）（Lisa Mattson〈凱莉·華盛頓〉）
- 終極悍將（英语：Last Man Standing (film)）（Felina〈Karina Lombard〉）※影碟版。
- 史密斯任務（Jane Smith〈安潔莉娜·裘莉〉）※日本電視台版。
- 同名之人（英语：The Namesake (film)）
- 軍官與間諜（英语：No Way Out (1987 film)）（Susan Atwell〈Sean Young〉）※DVD版。
- 週末夜狂熱（Annette〈Donna Pescow 飾演〉）※DVD新錄製版。
- 驚聲尖叫3（Sarah Darling〈珍妮·麥卡錫〉）
- 欲蓋彌彰（英语：Shattered Glass）（Caitlin Avey〈科洛·塞維尼〉）
- 龍捲風3：上帝的怒火（德语：Tornado – Der Zorn des Himmels）（Eva Keil〈Mina Tander〉）※朝日電視台版。
- 冰天血地（英语：Whiteout (2009 film)）（Carrie Stetko〈凱特·貝琴薩〉）
- Witchouse 2：Blood Coven（英语：Witchouse 2: Blood Coven）（Stephanie Zinone〈Elizabeth Hobgood〉）

#### 電視影集
- 海灘遊俠（Neely Capshaw）
- 飛越比佛利（珍妮特）
- 上海灘（方艷蕓〈林建明〉）
- Ed（英语：Ed (TV series)）（Bonnie Haine〈Rena Sofer〉）
- 急診室的春天 (第13季)（希拉蕊）
- 歡樂家庭（吉爾、女孩子）
- 甘迺迪家族（英语：The Kennedys (miniseries)）（瑪麗蓮·夢露）
- 神探阿蒙（脫口秀的主持人）
- 怪 ～Mononoke～（安妮）
- 尼基塔（Princess Kristina皇太妃〈Beatrice Rosen〉）

#### 動畫
- 達菲鴨火星歷險記（英语：Duck Dodgers）
- 酷斯拉系列（Monique Dupre〈Brigitte Bako〉）
- 大力士（英语：Hercules (1998 TV series)）（梅迦拉、阿芙羅狄蒂、黑卡特 等）
- 正義聯盟（Amazoness）
- 湯姆貓與傑利鼠（Tuddorr、動物醫院的老師）

### 特攝影集
- 超級戰隊系列
  - 超力戰隊王連者（1995年，瑪露琪瓦公主的聲音）
  - 星獸戰隊銀河人（1998年，魔人族梅爾達梅爾達的聲音）
  - 救急戰隊GOGOV（1999年，大魔女格蘭狄努的聲音）
  - 救急戰隊GOGOV（2000年，破壞神吉爾菲瑟二世／破壞神沙拉曼狄斯龍的聲音）
  - 救急戰隊GOGOV VS銀河人（2000年，大魔女格蘭狄努的聲音）

### 廣播劇CD
- 抓狂一族（菊池茜的母親）
- 看家鼠（女主人）
- 傀儡師左近系列（橘薰子）
  - 傀儡師左近 Original Drama Album I ～異聞 夢話悲戀幻想奇譚～
  - 傀儡師左近 Original Drama Album II ～外傳 怨恋戀振袖業火地獄～
- Sound Story GRANDEEK 完全版（日语：GRANDEEK）（福爾提娜）
- 三千世界鴉殺盡（日语：三千世界の鴉を殺し）（羅莎琳·巴格）
- 少年性愛白皮書2 -迷宮徘徊-（日语：少年濡れやすく恋成りがたし）（涼風和、男裝顧客）
- 神魂合體 廣播劇CD（葉卡捷琳娜）
- 快打旋風ZERO3 廣播劇專輯（神月卡琳）
- Sneaker CD Collection 罪人與龍共舞／被禁止的數字（圖贊·格拉爾·杜加森）
- 7SEEDS 幻海奇情（甘茶藤子）
- 流行之神 廣播劇CD
  - 「怪異事件檔案」
  - 「被詛咒的都市傳說」
- BLCD （坂本涼子）
- 花漾人生（花園櫻）
- 巨乳戰隊X 廣播劇CD 01・02（能見靜）

### 旁白
- （無茶鰤子的配音）
- 秀逗小護士3（信的配音）
- 倫敦靴子龍（日语：ロンブー龍）（亮模式專區的旁白）
- NHK教育 NHK高校講座（日语：NHK高校講座） 教育講座 『世界一日之旅』
- NHK教育 NHK高校講座 地理（旁白）
- （表年表旁白）
- 大御所JAPAN！（日语：大御所ジャパン!）（旁白／與大塚芳忠共同擔任）
- 希望能刊登在教科書上的事情（日语：教科書にのせたい!）（旁白）
- ASK講談社（日语：アスク講談社） 小學教材CD-ROM 國語、數學 旁白
- 日産汽車 TINO 電視廣告
- Bourbon（日语：ブルボン） 北日本迷你帆船餅（日语：アルフォート (菓子)） 電視廣告
- 小學館 新刊漫畫情報 書店店內廣播
- 白金影像獎（日语：プラチナ映像アワード）

### 舞台
- 《RELAX》『Under The White Ross』（賽西莉）
- 《RELAX》『D・N・P』（蘇珊·史賓瑟）
- 鯱之夢『綠色的素描』

### 現場公演
- 純愛手札Super Live 2

## 腳註

## 外部連結
- 山田美穗｜Crazy Box （日語）
- （日語）－山田美穗的官方個人部落格。